# Boucle du Mouhoun
Boucle du Mouhoun er en af Burkina Fasos 13 regioner. Den blev oprettet den 2. juli 2001, og havde en befolkning på 1.434.847 i 2006. Det er den anden mest befolkede region i Burkina Faso efter Centre; 10,5 % af Burkina Fasos indbyggere bor i Boucle du Mouhoun. Regionen består af seks provinser: Balé, Banwa, Kossi, Mouhoun, Nayala og Sourou.